# Gauliga Schlesien
Gauliga Schlesien byla jedna z mnoha skupin Gauligy, nejvyšší fotbalové soutěže na území Německa v letech 1933–1945. Gauliga byla vytvořena v roce 1933 na popud nacistického vedení. Pořádala se na území Slezska. Vítězové jednotlivých skupin Gauligy postupovali do celostátní soutěže, která trvala necelý měsíc, v níž se kluby utkávaly vyřazovacím způsobem.
Zanikla v roce 1941 rozdělením na Gauliga Niederschlesien a Gauliga Oberschlesien.

## Nejlepší kluby v historii - podle počtu titulů
Zdroj: 
| Vítězové nejvyšší ligové soutěže |        |                                    |
| Klub                             | Tituly | Vítězné ročníky                    |
| Vorwärts-Rasensport Gleiwitz     | 6      | 1935, 1936, 1938, 1939, 1940, 1941 |
| Beuthener SuSV 09                | 2      | 1934, 1937                         |

## Vítězové jednotlivých ročníků
Zdroj: 
| Gauliga Schlesien (1933 – 1941) |                                  |                                 |                 |
| Ročník                          | Vítěz Gauligy                    | Umístění v německém mistrovství | Německý mistr   |
| 1933 – 1934                     | Beuthener SuSV 09 (1)            | Skupina A (2. místo)            | FC Schalke 04   |
| 1934 – 1935                     | Vorwärts-Rasensport Gleiwitz (1) | Skupina A (3. místo)            | FC Schalke 04   |
| 1935 – 1936                     | Vorwärts-Rasensport Gleiwitz (2) | Semifinále                      | 1. FC Norimberk |
| 1936 – 1937                     | Beuthener SuSV 09 (2)            | Skupina A (4. místo)            | FC Schalke 04   |
| 1937 – 1938                     | Vorwärts-Rasensport Gleiwitz (3) | Skupina C (4. místo)            | Hannover 96     |
| 1938 – 1939                     | Vorwärts-Rasensport Gleiwitz (4) | Skupina 4 (2. místo)            | FC Schalke 04   |
| 1939 – 1940                     | Vorwärts-Rasensport Gleiwitz (5) | Skupina 1b (2. místo)           | FC Schalke 04   |
| 1940 – 1941                     | Vorwärts-Rasensport Gleiwitz (6) | Skupina 1 (finále)              | SK Rapid Wien   |